# Hedley Sparks
Hedley Sparks (Stoke Newington, 14 novembre 1908 – Canterbury, 22 novembre 1996) è stato un presbitero, biblista ed ebraista britannico della Chiesa d'Inghilterra.
Dal 1946 al 1952 ha insegnato teologia all'Università di Birmingham nella cattedra istituita nel 1940 da Edward Cadbury e intitolata in suo onore. Dal 1952 al 1976 è stato professore di interpretazione della Sacra Scrittura presso l'Oriel College di Oxford.

## Biografia
Figlio unico del reverendo Frederick Sparks (1847–1908) e della sua seconda moglie Blanche Barnes, perse il padre a cinque settimane dalla nascita, quando questi aveva sessantuno anni. Fu educato alla St Edmund's School, una scuola indipendente maschile di Canterbury, nel Kent, grazie al finanziamento della Clergy Orphan Corporation, l'organizzazione che si occupa dei ragazzi orfani di un genitore membro della Chiesa d'Inghilterra.
Nel febbraio 1927, vinse una borsa di studio che gli permise di iscriversi al Brasenose College di Oxford per la quale era l'unico candidato di quell'anno. Nell'ottobre del 1927 iniziò a frequentare il corso triennale di teologia e musica del Brasenose College.  Nel 1930 si laureò all'Università di Oxford con lode e onori di primo livello, senza tuttavia ultimare gli esami finali del percorso di studi musicali.
Il suo diploma di laurea di alta classe gli valse la borsa di studio Senior Hulme che coprì i costi di altri tre anni di studio e che di solito era destinata a finanziare una seconda laurea. Tuttavia, scelse di diventare presbitero anglicano ed entrò nel seminario teologico di Ripon Hall, a Cuddesdon. Qui studiò ebraico e aramaico con GA Cooke, professore di ebraistica all'Università di Oxford, nonché assiriologia sotto la direzione di Stephen Langdon, membro della common room del Jesus College di Oxford e della confraternita statunitense Phi Beta Kappa.

Nel 1932 partecipò ai corsi estivi dell'Università di Marburgo, in Germania, stringendo conoscenza con Rudolf Bultmann e Karl Budde.
Il 24 settembre 1933 fu ordinato diacono della Chiesa d'Inghilterra per mano di Thomas Strong, vescovo di Oxford. Consacrato sacerdote l'anno successivo, dal 1933 al 1936 assunse il ruolo di curato della Chiesa di Ognissanti a Oxford e quello di cappellano onorario di Ripon Hall. Dal '33 a luglio del '34, supportò il biblista Henry Julian White (1858-1934) -il docente che nei primi anni '30 permise ad Albert Einstein di entrare come fellow al Christ Churh- nell'uscita di una nuova versione del Vulgata neotestamentaria. Due anni più tardi, rassegnò le dimissioni da Ripon Hall a causa della crescente influenza del movimento modernista Modern Churchmen's Union nel collegio teologico di appartenenza.
Nel 1936 lasciò Oxford e si trasferì a Durham, nel nord dell'Inghilterra, dove insegnò per dieci anni teologia all'università del luogo, specializzandosi come professore di dottrina cristiana, patristica ed ebraistica. Nel corso della Seconda Guerra Mondiale fu anche il censore del Hatfield College e dell'University College che erano stati riuniti per tutta l'estensione del conflitto.
Finita la guerra, dovette di nuovo spostarsi. Partecipò alla selezione per un posto da professore ordinario di studi veterotestamentari all'Università di Londra, nella cattedra istituita nel 1925 in onore di Samuel Davidson (1808-1898), ma non passò l'esame. Nell'ottobre del '46 riscì però ad essere nominato ordinario di teologia all'Università di Birmingham, nella cattedra dedicata a Edward Cadbury. In tale veste redasse il programma di studi della facoltà teologica, estendendo il corpo docente del dipartimento ad accademici di altre confessioni, in modo tale da creare una facoltà ecumenica : uno di essi era H. Francis Davis, vicepresidente dell'Oscott College e primo docente di religione cattolica romana, chiamato come professore ospite.

Dal 1947 al 1952, fu decano della Facoltà di Belle Arti. Nel 1949, l'Università di Oxford gli conferì il Doctor of Divinity, il titolo accademico più elevato previsto dall'ordinamento interno della sua alma mater.
Nel novembre del 1951, Sparks fu eletto professore di interpretazione delle Sacre Scritture presso l'Università di Oxford, dove entrò in ruolo il 1º ottobre 1952.  Prima delle elezioni del '51, tale posizione era astata scorporata da quella di canonico della Cattedrale di Rochester. Sparks preferì non interrompere i propri profondi e consolidati legami con l'Oriel College di Oxford e fu ricompensato con l'elezione a membro del collegio. In tale sede tenne un ciclo di letture universitarie presso la Facoltà di Teologia e Religione, unitamente a un'intensa attività di tutoraggio (volontaria e non richiesta) a supporto delle matricole del collegio. Dal 1953 al 1977 fu anche uno dei redattori del Journal of Theological Studies.
Nel '57, lo storico George Norman Clarke si ritirò dalla vita accademica come provost dell'Oriel College. Sparks fu incoraggiato a chiedere di sostituirlo, ma dopo aver appreso che ciò avrebbe comportato il decadimento dalla sua posizione di tutor e docente, decise di non farlo. Nel '62, Sparks fu eletto presidente della Society for Old Testament Study. Dal 1961 al 1968 ricoprì anche l'incarico di rettore della Chiesa di Tutti i Santi a Wytham, oltre alle sue posizioni all'interno della vita universitaria.
Nel 1976 si ritirò dal mondo accademico. Al suo pensionamento si trasferì a Canterbury, nel Kent, dove per il resto dei suoi giorni beneficiò di una speciale dispensa diocesana per poter officiare il servizio liturgico anglicano, ordinariamente concessa alle autorità episcopali.
Sparks visse con sua madre fino alla di lei morte nel 1951. Il 25 agosto 1953 sposò Margaret Joan Davy, nata nel 1930, e quasi di due decenni più giovane. La coppia ebbe tre figli: due maschi e una femmina.
Si spense il 22 novembre 1996 al Nunnery Fields Hospital di Canterbury. Il suo funerale fu celebrato nella Cattedrale di Canterbury il 28 novembre, indi fu sepolto a New Romney, nel Kent.

## Opere selezionate
- H. F. D. Sparks, The Old Testament in the Christian church, London, SCM Press, 1944.
- H. F. D. Sparks, The Formation of the New Testament, London, SCM Press, 1952.
- H. F. D. Sparks, A synopsis of the Gospels: Volume 1 – The Synoptic Gospels with the Johannine parallels, Oxford, A & C Black, 1964.
- H. F. D. Sparks, A synopsis of the Gospels: Volume 2 – The Gospel according to St John with the Synoptic parallels, Oxford, A & C Black, 1974.
- H. F. D. Sparks (a cura di), The Apocryphal Old Testament, Oxford, Clarendon Press, 1984, ISBN 978-0-19-826177-3.

## Premi e riconoscimenti
- 1953: eletto fellow della British Academy[7];
- 1963: Doctor of Divinity onorario conferito dall'Università di St. Andrews[4];
- 1980: eletto fellow onorario dell'Oriel College di Oxford[2];
- 1983: Doctor of Divinity onorario conferito dall'Università di Birmingham.[4]